# Nishimuro
Nishimuro (西牟婁郡, Nishimuro-gun) is een district van de prefectuur Wakayama in Japan.
Op 1 maart 2008 had het district een geschatte bevolking van 42.949 inwoners en een bevolkingsdichtheid van 99,1  inwoners per km². De totale oppervlakte bedraagt 433,24 km².

## Gemeenten
- Kamitonda
- Shirahama
- Susami

## Fusies
- Op 1 april 2005 fuseerde Kushimoto van het district Nishimuro met Koza van het district Higashimuro tot de nieuwe gemeente Kushimoto. Deze nieuwe gemeente maakt deel uit van het district Higashimuro.
- Op 1 mei 2005 werden de gemeenten Ryujin van het district Hidaka, Nakahechi en Oto van het district Nishimuro en Hongu van het district Higashimuro aangehecht bij de stad Tanabe.
- Op 1 maart 2006 fuseerden de gemeenten Hikigawa en Shirahama, beide van het Nishimuro tot de nieuwe gemeente Shirahama.

Steden:
Arida · Gobo · Hashimoto · Iwade · Kainan · Kinokawa · Shingu · Tanabe · Wakayama (hoofdstad)

Districten:
Arida · Hidaka · Higashimuro · Ito · Kaiso · Nishimuro
Gemeenten per district